# Ecquevilly
Ecquevilly település Franciaországban, Yvelines megyében. Lakosainak száma 4090 fő (2022. január 1.). Ecquevilly Les Alluets-le-Roi, Bazemont, Bouafle, Chapet, Morainvilliers és Les Mureaux községekkel határos.

## Népesség
A település népességének változása:
| Lakosok száma | 4031 | 4192 | 4372 | 4259 | 4205 | 4150 | 4124 | 4105 | 4090 |
|               | 2013 | 2015 | 2016 | 2017 | 2018 | 2019 | 2020 | 2021 | 2022 |